# 환경TV
환경TV(環境TV)은 대한민국의 방송채널 사용사업자인 그린포스트코리아가 운영하는 텔레비전 유료방송 채널이다.

## 연혁
- 1995년 : 센추리TV로 설립
- 2000년 : 방송위원회로부터 신규 채널 사업자로 승인받음
- 2001년 : 환경TV로 변경
- 2005년 : 방송위원회로부터 공익채널 승인을 받음
- 2005년 : 공익채널로 전환, KFN 국군방송 개국 방송대역 (현재 국방TV 방송대역)
- 2009년 : 주식회사 환경TV를 설립
- 2011년 : 환경 전문 뉴스 포털로 전환함과 동시에 CI를 변경
- 2018년 : 환경TV 폐국

## 같이 보기
- NBS 한국농업방송 (전작)
- 농업
- 축산